# Раваница (монастырь)
Монастырь Раваница (серб. Манастир Раваница) — монастырь  Сербской православной церкви, расположенный недалеко от города Чуприя в центральной части страны. Главный храм монастыря посвящён Вознесению Господнему.
Монастырь Раваница был возведён в 1375—1377 годах на средства князя Лазаря Хребеляновича, а в 1380-е годы главный храм был расписан. В 1389 году погибший в битве на Косовом поле Лазарь был похоронен в монастыре, позднее там же были погребены его вдова Милица и сыновья Стефан и Вук. В последующие годы монастырь неоднократно подвергался турецким нападениям, в 1690 году был оставлен братией, которые обосновались в заброшенном монастыре Врдник на Фрушке-горе, куда перенесли мощи праведного сербского князя.
Вновь восстановлен монастырь Раваница был лишь в 1717 году. Затем он снова подвергался разрушениям в ходе Первого сербского восстания и в 1943 году.
Главный храм монастыря — один из первых и ярчайших памятников моравского стиля. В нём было применено сочетание крестообразной формы и формы трилистника, выразившееся в появлении боковых апсид, появилось пятиглавие, оригинальное решение внутреннего пространства, ставшие базовыми для храмов моравского стиля. Церковь обильно украшена резьбой и фигурной керамической плиткой, сложена из сменяющих друг друга рядов камня и цветного кирпича. Внутри сохранились многочисленные фрески.
Первоначально стена монастыря имела семь башен, но до настоящего времени дошли только три башни и два фрагмента северной стены.